# Влакница
Влакница (серб. Влакница) — населенный пункт в общине Србац, который принадлежит энтитету Республике Сербской, Босния и Герцеговина. По результатам югославской переписи населения 1991 года во Влакнице проживало 247 человек. В деревне находится самая низкая точка общины Србац — 89 метров над уровнем море у реки Сава.

## Население
| 1948                           | 1953 | 1961 | 1971 | 1981 | 1991 | - |
| ------------------------------ | ---- | ---- | ---- | ---- | ---- | - |
| 291                            | 296  | 310  | 286  | 231  | 247  | - |
| Гистограмма динамики населения |      |      |      |      |      |   |